# Niños
Niños è un album del gruppo musicale italiano Bisca, pubblicato dall'etichetta discografica Flying nel 1989.

## Descrizione
L'album è prodotto dallo stesso gruppo e Ben Young. I brani sono firmati da Maglietta, Coretti, Fogliano e Manzo, componenti dei Bisca.

## Tracce

### Lato A
1. Niños
2. Processo
3. Gente distratta
4. Crowded Bus
5. Montagne russe

### Lato B
1. Mosquitos
2. Tiemp' ne'
3. Never Saw It
4. Learn